# ゲッレールト温泉
座標: 北緯47度29分1.35秒 東経19度3分3.5秒 / 北緯47.4837083度 東経19.050972度

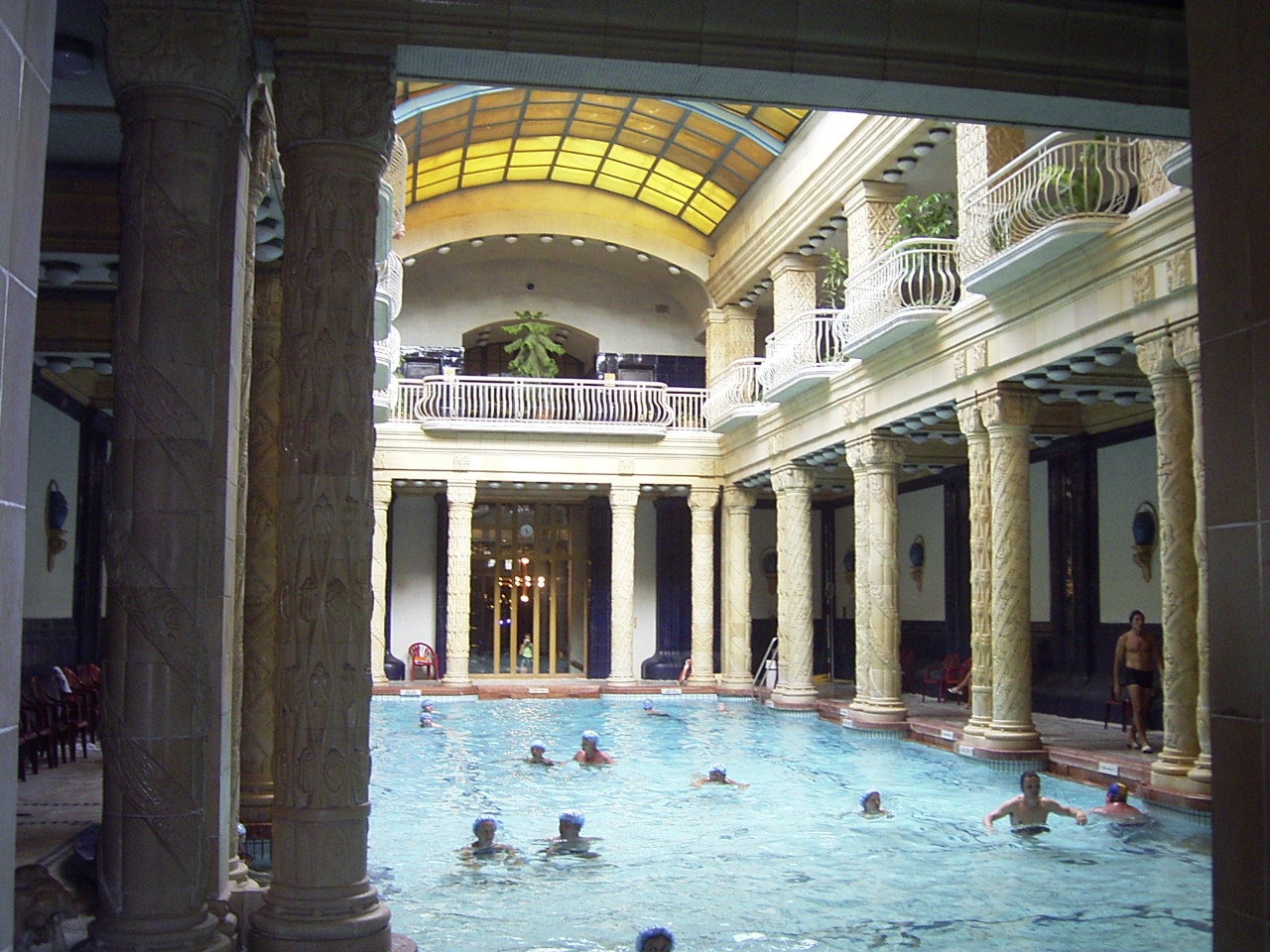
ゲッレールト温泉のスイミング・プール

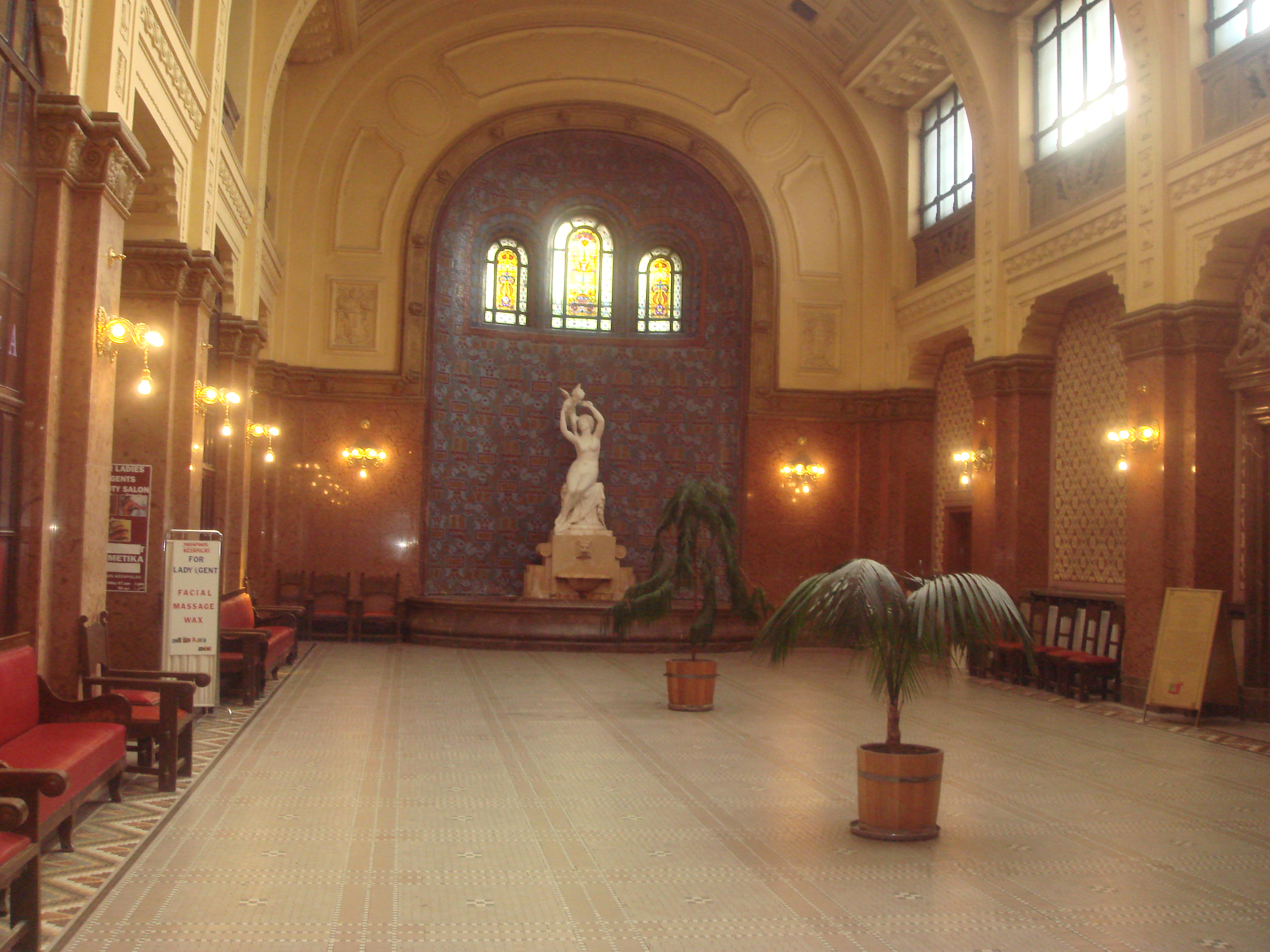
温泉施設のエントランス

ゲッレールト温泉（ゲッレールトおんせん、ハンガリー語:Gellért Gyógyfürdő）は、豪華で美しい、ハンガリーのブダペストを代表する温泉施設のひとつ。1912年から1918年にかけて、ウィーン分離派・アール・ヌーヴォー様式で建造された。第二次世界大戦では損害を受けたが、その後再建されている。この地の療養効果のある温泉は、13世紀の文献にも確認されている。この場所には中世には病院があった。オスマン帝国統治時代、この場所に温泉施設が建造された。
ゲッレールト温泉施設は、ゲッレールトの丘から湧き出る熱水を利用した浴場を持っている。温泉はカルシウム、マグネシウム、炭水化物、アルカリ、塩化物、硝酸塩、フッ化物などを含む。ここには2つの別個の温泉浴場があり、壁にはそれぞれ摂氏36度、摂氏38度と記されている。浴場はモザイクタイルで美しく装飾されている。施設にはまたサウナ風呂やプランジ・プール（ジェンダー別）、屋外スイミング・プール、泡立ちスイミング・プールもある。各種のマッサージ・サービスや、療養サービスも用意されている。

## 関連項目

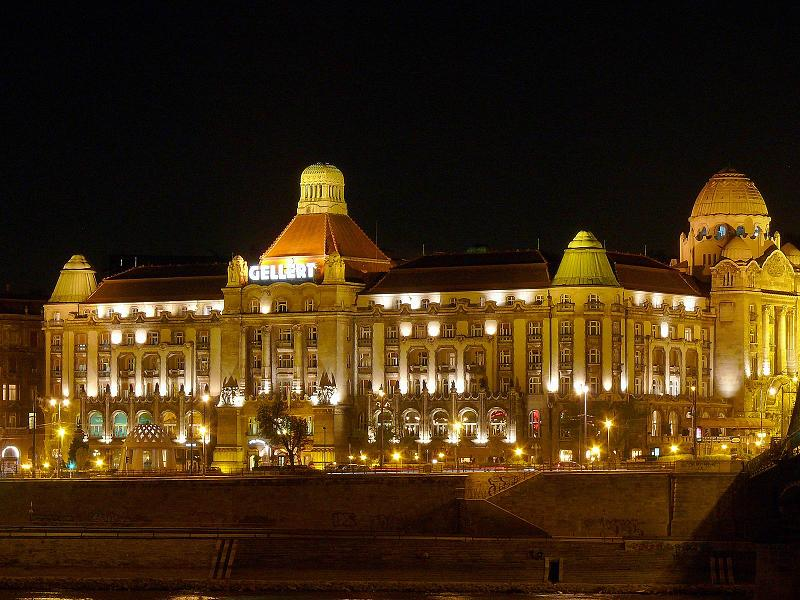
ゲッレールト・ホテル